# EX-361
La carretera EX-361 es de titularidad de la Junta de Extremadura. Su categoría es local. Su denominación oficial es   EX-361 , de Villalba de los Barros a Fuente del Maestre.

## Evolución futura de la carretera
La carretera se encuentra acondicionada dentro de las actuaciones previstas en el Plan Regional de Carreteras de Extremadura.